# Janówek (powiat łowicki)
Janówek – kolonia w Polsce położona w województwie łódzkim, w powiecie łowickim, w gminie Nieborów.
W latach 1975–1998 miejscowość administracyjnie należała do województwa skierniewickiego.